# 도로시 라무어
도로시 라무어(Dorothy Lamour, 1914년 12월 10일 ~ 1996년 9월 22일)는 미국의 배우, 가수이다. 빙 크로스비와 밥 호프와 함께 출연한 《Road to...》 영화 시리즈로 유명하다.

## 출연 작품
- 싱가폴 가는 길 (1940) - 미마 역
- 잔지바르 가는 길 (1941) - 도나 라투어 역
- 모로코 가는 길 (1942) - 샬마 공주 역
- 유토피아로 가는 길 (1946) - 살 밴 호이든 역
- 리오로 가는 길 (1947) - 루시아 마리아 데 안드라데 역
- 지상 최대의 쇼 (1952) - 필리스 역
- 발리로 가는 길 (1952) - 랄라 공주 역
- 홍콩으로 가는 길 (1962) - 본인 역